# Llama de la Libertad (París)

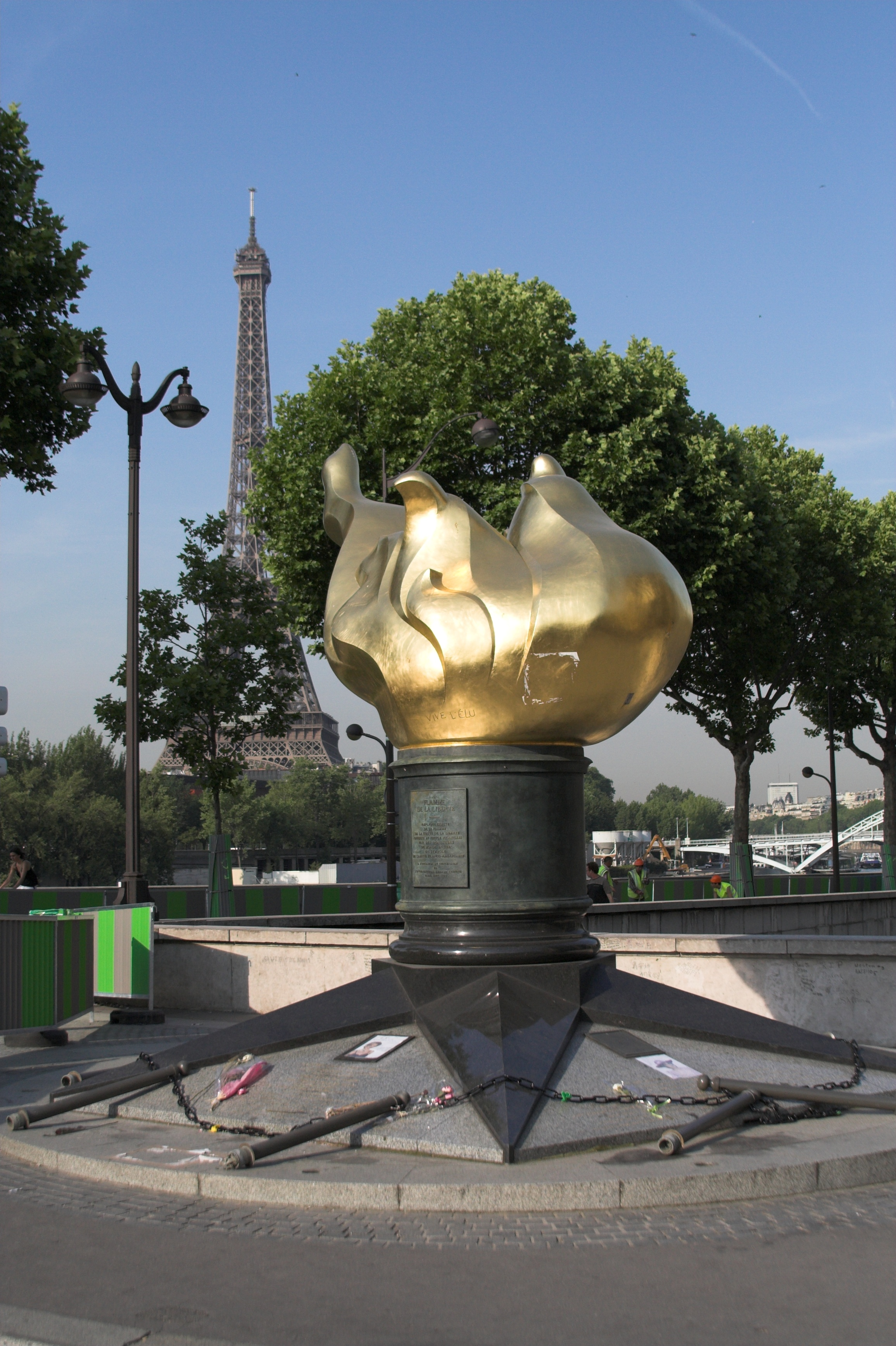
La Llama de la Libertad, ofrecida al pueblo francés por donantes de todo el mundo como símbolo de la amistad franco-americana, en la plaza Diana (París).

La Llama de la Libertad (en francés, Flamme de la Liberté) de París es una réplica del mismo tamaño de la nueva llama situada en el extremo de la antorcha que lleva en la mano la Estatua de la Libertad de Nueva York desde 1986. El monumento, que tiene aproximadamente 3,5 metros de longitud, es una escultura de una llama de cobre dorado, apoyada en un pedestal de mármol gris y negro. Está situado cerca del extremo norte del puente del Alma, en la plaza Diana, en el distrito 8 de París, Francia.
Fue ofrecida a la ciudad de París en 1989 por el International Herald Tribune en nombre de los donantes, que habían contribuido aproximadamente 400 000 dólares para su realización. Representaba la culminación de las celebraciones de 1987 del periódico por su cien aniversario de la publicación de un periódico en inglés en París. Más importante, la Llama era una muestra de agradecimiento por la restauración de la Estatua de la Libertad realizada tres años antes por dos empresas francesas que hicieron el trabajo artesanal del proyecto: Métalliers Champenois, que hizo el trabajo del bronce, y Gohard Studios, que aplicó el pan de oro. Aunque el regalo a Francia fue motivado por el centenario del periódico, la Llama de la Libertad es un símbolo más general de la amistad que une los dos países, igual que la Estatua de la Libertad cuando fue regalada a los Estados Unidos por Francia.
Este proyecto fue supervisado por el director de la unión de artesanos franceses en aquel momento, Jacques Graindorge. Propuso la instalación de la Llama de la Libertad en una plaza pública llamada Place des États-Unis en el distrito 16, pero el alcalde de París, Jacques Chirac, se opuso a esto. Tras un prolongado período de negociaciones, se decidió que la alama se situaría en una zona abierta cerca de la intersección de la Avenue de New-York y la Place de l'Alma. El monumento fue inaugurado el 10 de mayo de 1989 por Chirac. 
En la base del monumento hay una placa conmemorativa que relata la siguiente historia:
 "La Llama de la Libertad. Una réplica exacta de la llama de la Estatua de la Libertad ofrecida al pueblo de Francia por donantes de todo el mundo como símbolo de la amistad franco-americana. Con ocasión del centenario del International Herald Tribune, París 1887-1987."
La llama se convirtió en un monumento no oficial de Diana de Gales después de su muerte en 1997 en el túnel bajo el Pont de l'Alma. La llama es una atracción para turistas y seguidores de Diana, quiens pegan pósteres y folletos con material conmemorativo en la base. El antropólogo Guy Lesoeurs dijo que "la mayoría de las personas que vienen aquí piensan que se construyó para ella." La plaza del monumento se llama desde entonces Plaza Diana (París).
El monumento está cerca de la estación del Metro de París llamada Alma-Marceau en la línea 9 y de la estación Pont de l’Alma Línea 'C' del RER, así como por los buses número 42, 63, 72, 80, 92, y los autobuses turísticos Balabus.
El 14 de junio de 2008 se inauguró una nueva Llama de la Libertad, una escultura de Jean Cardot, que también simboliza las relaciones cálidas y respetuosas entre Francia y los Estados Unidos. Fue instalada en los jardines de la Embajada de los Estados Unidos en Francia en la Place de la Concorde, y se inauguró en presencia del Presidente de la República Francesa, Nicolas Sarkozy, y el Presidente de los Estados Unidos, George W. Bush. Esta nueva llama es la realización de un impulso compartido por el empresario francés Marc Ladreit de Lacharrière, y el embajador estadounidense Craig Roberts Stapleton, y tiene dos inscripciones, una del francés Marqués de La Fayette y otra del estadista americano Benjamin Franklin.